# 私立夏葛医学院
私立夏葛医学院（The Hackett Medical College），前身为广东女医学堂（The Canton Woman Medical College），是中国最早的女子医学院和第二所医科大学，于清光绪二十五年（1899年）由基督教美北长老会女医生富马利（Mary Fulton）在广州荔湾西关逢源西街创办。1902年广东女医学堂更名为广东夏葛女医学校（The Hackett Medical College for Women），1912年改名为私立夏葛医学院，1921年再次更名为夏葛医科大学。1936年7月，该校并入私立岭南大学，成为私立岭南大学医科的组成部分，最终又成为中山大学医学学科的源头之一。

## 历史

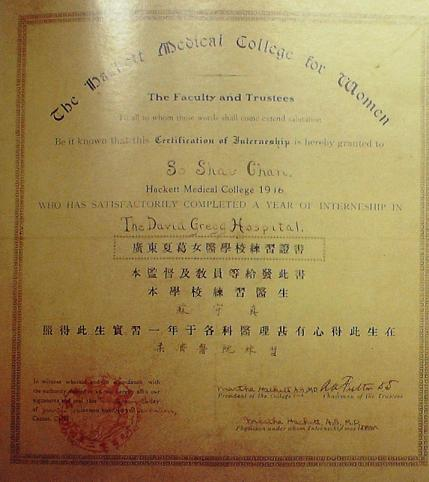
广东夏葛女医学校于1916年授予该校学员苏守真的一年练习（实习）证书

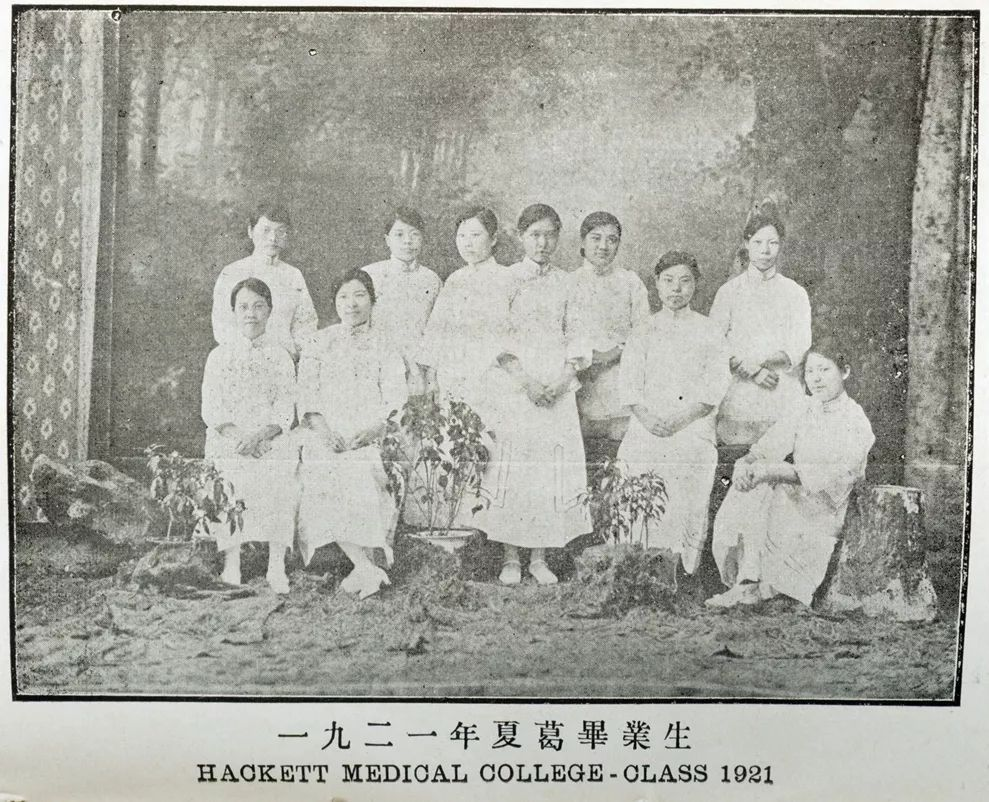
私立夏葛医学院1921年毕业生

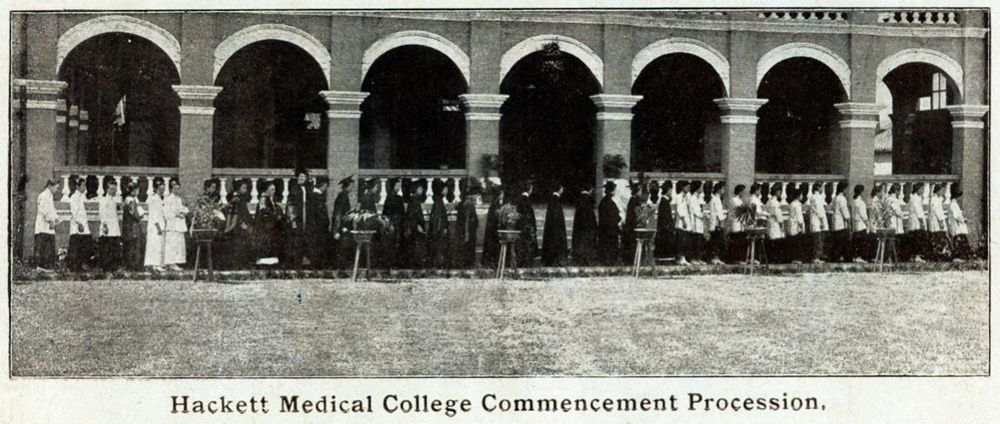
私立夏葛医学院毕业典礼

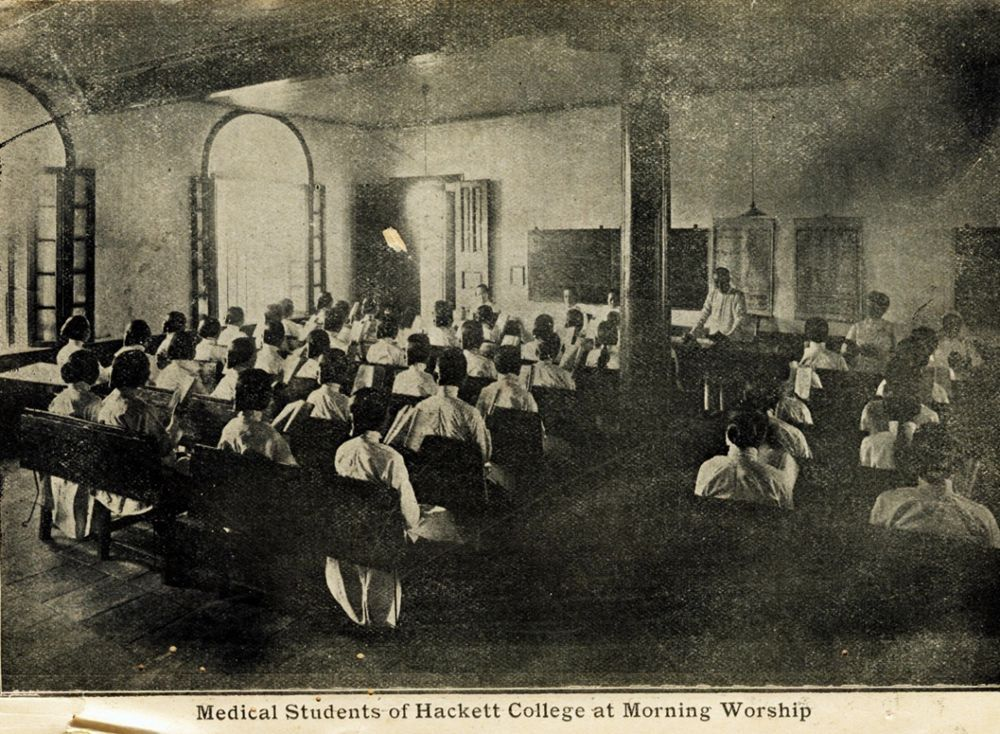
私立夏葛医学院学生早礼拜

广东女医学堂的创立是十九世纪基督教第二次大觉醒的产物，与归正宗和美国美北长老会有直接的渊源。
清光绪十年（1884年），美国女医生富马利（Mary Fulton）受美北长老会差遣，前往广州传教，并在博济医院就职。她发现中国女性对男性医生十分抗拒，大量产妇因拒绝在医院生产而丧失，因此产生创办女子医学校的想法。
清光绪二十五年（1899年）12月12日，富马利在广州逢源西街长老会一支会礼拜堂内正式创办女子医学校，命名为广东女医学堂（The Canton Woman Medical College），学制四年，使用粤语授课。广东女医学堂创建后，成为中国最早的女子医学院，也是1927年之前中国唯一的教会女子医科大学，以及中国较早实行七年制医学教育的学校。
清光绪二十八年（1902年），美国印第安纳州的夏葛（Edward A.K. Hackett）向该校捐赠建校经费两万美元。因此，该校更名为广东夏葛女医学校（The Hackett Medical College for Women）以示纪念。
民国元年（1912年），该校改名为私立夏葛医学院（The Hackett Medical College）。
民国10年（1921年），该校改名为夏葛医科大学，并延长学制至六年。此时，该校成为中国最早获得大学地位的女子西医高等学校，也是中国第二所医科大学（第一所为协和医科大学）。
民国16年（1927年）南京国民政府成立后，在全国开展了收回教育权运动，将众多教会学校纳入国民政府控制。因此，民国20年（1931年）该校移交华人自办，并将校名恢复为私立夏葛医学院。
民国25年（1936年）7月，私立夏葛医学院并入私立岭南大学，与原私立岭南大学医学院合并组建为私立岭南大学孙逸仙博士纪念医学院。至此，私立夏葛医学院办学历史结束，前后存续共计38年。1953年，私立岭南大学与中山大学医科合并组建为华南医学院，后该校经几度更名后发展为中山医科大学。由于中山医科大学与中山大学于2001年合并，私立夏葛医学院最终成为中山大学医学学科的源头之一。